# سباستین لارشون
سباستین بنیت اولف لارسن (سوئدی: Sebastian Bengt Ulf Larsson؛ زادهٔ ۶ ژوئن ۱۹۸۵) بازیکن فوتبال پیشین اهل سوئد است. وی در سال ۲۰۲۲ در محل زادگاه خودش از دنیای فوتبال خداحافظی کرد.او سابقه بازی برای تیم ملی سوئد را نیز در کارنامه دارد.

## تیم ملی
وی برای تیم ملی فوتبال سوئد در مجموع ۱۳۱ بازی انجام داده و ۱۰ گل  را در تورنومنت های مختلف ثمر رسانده‌است. پست تخصصی این بازیکن نیز، هافبک بود .

## باشگاهی
این بازیکن در ای‌آی‌کی در لیگ برتر فوتبال سوئد بازی می کرد .